# Cikembang (Kertasari)
Cikembang is een bestuurslaag in het regentschap Bandung van de provincie West-Java, Indonesië. Cikembang telt 6421 inwoners (volkstelling 2010).